# Sajevic
Sajevic je priimek več znanih Slovencev:
- Janez (Ivan) Sajevic (1891—1972), kipar, slikar in medaljer
- Jakob Sajevic (1903—1956), kovač, član organizacije TIGR in partizan